# Букоба
Букоба е град, разположен в северозападната част на Танзания. Градът се намира на западния бряг на езерото Виктория. Той е столица на региона Кагера и има население около 100 000 души.
Градът е обслужван от летище Букоба, както и от фериботна връзка с град Муанза и с шосе до угандийската област Ракай.
Разположен е само на 1o от екватора и е второто по големина танзанийско пристанище на езерото Виктория.